# Khorog

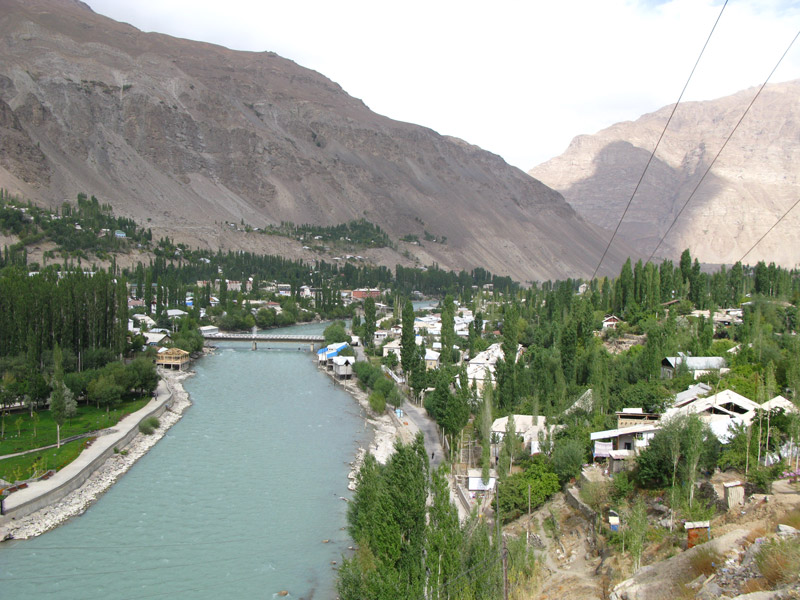
Vista de Khorog

Khorog (en tadjik, Хоруғ, també transliterat Khorugh) és una ciutat del Tadjikistan, capital de la regió autònoma de Gorno-Badakhxan i, dins d'ella, del districte de Xughnan.

## Situació
La ciutat de Khorog està situada a la regió natural de les muntanyes del Pamir, a 2.200 metres sobre el nivell del mar. S'estén per la confluència del riu Gunt amb el Panj, que més endavant esdevindrà l'Amudarià. És justament a la frontera amb l'Afganistan que ve determinada per l'esmentat riu Panj.

## Característiques
Amb prop de 28.800 habitants (cens de 2014), concentra més del 80% de la població de tot el districte. És al bell mig de la carretera del Pamir, que va de Mazar-e Sharif, a l'Afganistan, a Oix, al Kirguizstan i és considerada la segona més alta del món, després de la del Karakoram, amb la qual connecta.
Amb un clima semiàrid, les condicions de vida no hi són fàcils i el desenvolupament econòmic és minso.
Per a contribuir al progrés social i cultural i al desenvolupament regional, el 2000 s'hi va establir un dels tres campus de la Universitat de l'Àsia Central (els altres dos són a Tekeli, al Kazakhstan, i a Narín, al Kirguizstan).

## Flora urbana

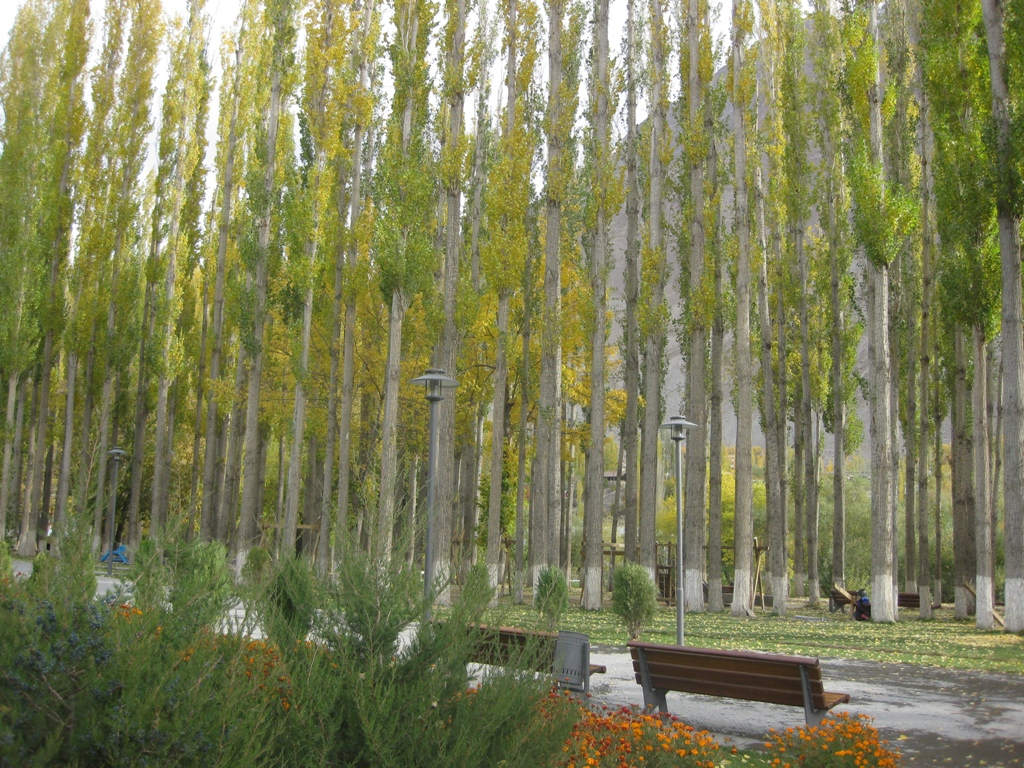
Pollancres en un parc de Khorog

La ciutat és famosa per les seves abundants i estètiques pollancredes.